# Deklaracja Praw Młodego Pokolenia Polski
Deklaracja Praw Młodego Pokolenia Polski – deklaracja wydana przez Komunistyczny Związek Młodzieży Polski (młodzieżówkę Komunistycznej Partii Polski) w 1936. W styczniu 1935 r. powstał pierwszy projekt dokumentu pod nazwą Deklaracja Praw Młodych Pokoleń, przygotowany przez członka KC KZMP Mieczysława Kalinowskiego, który pracował w przedstawicielstwie Komunistycznej Międzynarodówki Młodzieży. Tekst ten nie został opublikowany. Miał on charakter dokumentu wewnątrzorganizacyjnego, który uwzględniał tradycję i aktualną sytuację społeczno-polityczną młodzieży Polskiej.
Deklaracja praw młodego pokolenia Polski była nową wersją swojego pierwowzoru z 1935 r. Jej współautorami byli członkowie sekretariatu KC KZMP, Centralnej Redakcji i KC OM TUR. Deklaracja ukazywała sytuację młodzieży w Polsce oraz drogi wiodące do poprawy jej położenia. Program ten przewidywał wywalczenie dla całej młodzieży prawa do pracy i nauki, praw wyborczych, dostępu do kultury. Zawarte w nim były  również hasła przeciwstawiające się faszyzacji kraju, nawołujące do obalenia ustroju kapitalistycznego w Polsce. Deklaracja wzywała wszystkie demokratyczne i antyfaszystowskie ugrupowania młodzieżowe w celu stworzenia wspólnego Frontu Młodego Pokolenia.
Głównymi, ogólnikowymi postulatami zawartymi w deklaracji były: równy start w życiu dla wszystkich, prawa demokratyczne, zapewnienie pracy, pokoju i powszechnej oświaty. Postulaty zostały sformułowane po raz pierwszy wspólnie przez radykalnych przedstawicieli komunistycznej młodzieży chłopskiej, robotniczej, inteligenckiej i studenckiej. Deklaracja była wynikiem doświadczeń wielkiego kryzysu i zradykalizowania się niektórych środowisk lewicowych wokół krytyki sanacji. Prace nad jej przygotowaniem ukończono w styczniu 1936 r. w Warszawie.
Autorom Deklaracji chodziło o włączenie do współpracy nie tylko młodych socjalistów i ludowców, ale również organizacji stojących od nich bardziej na prawo: Legionu Młodych, Związku Polskiej Młodzieży Demokratycznej, Związku Młodzieży Pracującej „Jedność” i innych, w których działało wiele zradykalizowanej młodzieży. W tym też celu już w początkach stycznia doręczono przywódcom niektórych organizacji młodzieżowych projekt tekstu Deklaracji. Otrzymali go m.in. wiceprezes OM TUR, działacz ZNMS i Czerwonego Harcerstwa - Stanisław Dubois; współorganizator ZMW RP „Wici” - Józef Niećko; wykładowca Wiejskiego Uniwersytetu Orkanowego w Gaci, redaktor „Chłopskiego Życia Gospodarczego”, wiceprezes łódzkiego ZMW - Stefan Ignar. Liczono na to, że działacze ci nie tylko podpiszą projekt dokumentu, ale zaangażują się w pozyskanie dla jego platformy całych organizacji. Projekt omawiano na zebraniach młodzieży w Łodzi, Sosnowcu, Wilnie i innych miastach.
Deklarację te podpisali w imieniu: Komunistycznego Związku Młodzieży Polski, Związku Młodzieży Wiejskiej „Wici”, Organizacji Młodzieży Towarzystwa Uniwersytetu Robotniczego: Konstanty Anzelm, Beninger (brak imienia, OK TUR Warszawa Podmiejska), Wincenty Burek, Henryk Dembiński, Bronisław Drzewiecki (wykładowca uniwersytetu w Gaci), Franciszek Fołta (ZG „Wici”) Władysław Fołta, Piotr Kubicki Wojciech Skuza, Lucjan Szenwald, Cecylia Trzcińska (ZG Wolnomyśl.), Wanda Wasilewska, Zbigniew Zapasiewicz. Radykalizacja pewnej części Legionu Młodych posunęła się tak daleko, że również jego przedstawiciele złożyli podpisy pod Deklaracją Praw Młodego Pokolenia. Odśpiewano hymny: polski hymn narodowy, hymn Wiciarzy pt. „Powstańcie Wiciarze potężni oracze” oraz hymn SL „Gdy naród do boju”. Deklaracja ta została ogłoszona w dniu 20 marca 1936 r. w numerze 16 czasopisma „Poprostu”. Wydanie deklaracji miało wpływ na ożywienie pracy politycznej w komunistycznych organizacjach młodzieżowych.